# Edenred
Edenred SE, також Edenred Group — це компанія, що базується у Франції і займається маркетингом спеціалізованих платіжних систем для компаній, працівників та роздрібних торговців. Раніше відома як Accor Services, компанія створена в червні 2010 року, коли група AccorHotels розділила свій готельний бізнес і бізнес сплачених наперед послуг. Холдинг присутній у 45 країнах і налічує 10 000 співробітників.

## Утворення Edenred (2010— сьогодні)
Після поділу готельного бізнесу Accor і бізнесу сплачених наперед послуг Accor Services стала компанією Edenred у червні 2010 року. Edenred був зареєстрований на Euronext Paris 2 липня 2010 року. Жака Стерна призначили головою та CEO.
Еденред також запустив сервіси Ticket Plus Card у Німеччині (основні товари: харчові продукти, паливо, їжа), Ticket Cultura в Бразилії (культурні товари та послуги), та програмне забезпечення лояльності в роздрібному продажі Fides Cloud в Індії, яким керує дочірня компанія Accentiv India Pvt. Ltd.
У 2014 році Edenred придбав C3, лідера на ринку зарплатних карток робітників в Об'єднаних Арабських Еміратах. Група також придбала 34 % UTA, другого за величиною в Європі емітента паливних карток, за тим збільшила свою частку до 51 % у січні 2017 року, до 66 % у 2018 році та 100 % у 2020 році
Бертран Дюмазі став головою та головним виконавчим директором Edenred 26 жовтня 2015 р.
У квітні 2014 року компанія зосередилася на цифрових продуктах і запустила ресторанну картку Ticket у Франції. Станом на 2021 рік 90 % обсягу бізнесу групи по всьому світу припадало на цифрові продукти.
У 2016 році Edenred розпочав трансформацію в рамках свого стратегічного плану Fast Forward (2016—2019). Того ж року Еденред розпочав бізнес корпоративних платіжних послуг та придбав бізнес компанії Embratec у Бразилії. У листопаді 2018 року Еденред оголосив про придбання компанії Corporate Spending Innovations, компанії, що займається електронними B2B платежами, за 600 мільйонів доларів.